# البوسطجي (فلم 1948)
البوسطجي فيلم مصري تم إنتاجه عام 1948، من تأليف وإخراج كامل التلمساني و بطولة سراج منير وهاجر حمدي.

## فريق العمل
إخراج وتأليف: كامل التلمساني
طاقم العمل:
- سراج منير
- هاجر حمدي
- محمود المليجي
- محمود شكوكو
- رياض القصبجي
- سعاد مكاوي
- عبد العزيز محمود

## روابط خارجية
- مقالات تستعمل روابط فنية بلا صلة مع ويكي بيانات